# Saint-Georges-de-Reneins
Pour les articles homonymes, voir Saint-Georges, Saint Georges (homonymie) et Georges.
Saint-Georges-de-Reneins est une commune française, située dans le département du Rhône en région Auvergne-Rhône-Alpes. C'est l'une des deux villes-centres de l'unité urbaine de Belleville-en-Beaujolais, au nord de l'aire urbaine de Lyon.

## Géographie

### Situation, présentation
La commune est en limite nord-est du département du Rhône, séparée du département de l'Ain par la rivière Saône qui marque sa limite de commune à l’est. Au nord se trouvent Belleville (6 km) et Mâcon (33 km) ; au sud Villefranche-sur-Saône (8 km) et Lyon (42 km).
Elle est située dans les dernières prairies humides qui longent la Saône avant l'urbanisation de plus en plus dense à l'approche de Lyon au sud.
L'altitude est de 170 m en bord de Saône, environ 190 m au village et le point le plus haut de la commune est à environ 226 m sur la route D 19a en direction de Blacé au sud-ouest. Les vignobles sont précisément dans le coin sud-ouest de la commune ; c'est la région du Beaujolais, royaume du vin du même nom : l'AOC beaujolais. Cette culture était certainement plus étendue autrefois : Wuilleumier en signale aux Tournelles en 1939.

### Hydrographie
Avec la Saône vue plus haut, plusieurs ruisseaux arrosent la commune dans une direction générale ouest-est (rejoignant la Saône à l'est) : le Sancillon dans le nord de la commune ; la Vauxonne et une bonne partie de sa dérivation appelée le bief des Moulins, qui s'approchent à 300 m au nord du cœur du village ; le ruisseau du Bois de Laye près de la limite sud de la commune. Outre ceux-ci, une maillage de petits rus sillonne la plaine de la Saône.

### Réseau routier et chemin de fer
La commune est traversée par l'autoroute A6 qui suit la rive droite (côté ouest) de la vallée de la Saône, avec les entrées-sorties no 30 « Belleville » à 5,7 km au nord et no 31-1 « Villefranche - Arnas » à 5 km au sud. Le village lui-même  est traversé par la D306 du nord au sud et par la D20 dans le sens est-ouest,.
La ligne de chemin de fer Paris-Lyon traverse elle aussi la commune dans le sens nord-sud, à l'ouest de la D306.

### Hameaux et lieux-dits
On trouve un grand nombre de hameaux, dont la liste qui suit, donnée du nord au sud pour chaque zone (les lieux-dits sont en italiques, les lieux habités sont en caractères droits ; les noms suivis d'une astérisque (*) sont présents sur la carte de Cassini, et si leurs noms diffèrent des noms actuels les noms du XVIIIe siècle sont indiqués « entre guillemets » suivies de "sur Cassini").
Entre l'autoroute de la Saône, la zone en bordure de rivière
- Volday
- le Nadal
- le Marzé*
- le Nandron
- Beille
- le Bois du Marzé
- les Varennes (« les Nandrons » sur Cassini)
- la Millionnière* (« Poste » sur Cassini)
- Port Rivière* (« Port de Rivière » sur Cassini, et « Messimy » peut-être pour le château à l'actuel Port Rivière)
- la Grange Picard
- (aire de repos de Boistray - autoroute A6)
- Boistray* (château)
- la Grange du Diable* (« Port de Flacheres » sur Cassini)
- Besonne

Entre l'autoroute et la D306
- le Baron* (« Grange Baron » sur Cassini)
- Bussy*
- le Quenet* (« le Moulin à Vent » sur Cassini)
- Bourchanin*
- le Poirier*
- les Rizes
- Chagny
- Bel-Air
- les Sauvages*
- château de Vallières*
- les Granges
- le Vernay
- la Curatte
- (aire de repos du Pâtural - autoroute A6)

Le long de la D306 ou à moins de 100 m de celle-ci, ancienne voie romaine
- Mol de Vaux
- le Chevalier
- le Poirier (en partie)
- Chalieu
- Pissoudan* (« Puissoudan »)
- Montchervet*
- Ferme des Hauts
- Les Gouttes
- Pâtural
- les Tournelles
- Ludna

À l'ouest de la D306
- Delphingue* (« Dersingue »)
- Chaffrey
- le Bois Bailly (sur la D68 vers Charentay)
- Droin (sur la D133 vers St-Étienne)
- le Moulin* (où le bief des Moulins rejoint la D20 vers Blacé, « Moulin Theroux » sur carte de Cassini)
- le Moulin de Roffray
- le Gandoger*
- Z.I. des Vernailles
- Bois Franc*
- le Larion*
- Roffray* (château)
- Fantachon
- la Rochelle
- Champ Gravier*
- Coichat
- le Party*
- le Gaget*
- la Grange Bottu
- Nuits
- Grollières
- les Bruyères* (une partie du hameau)
- Montplaisir
- Marsangues
- Laye (château)
- Bois Baron
- la Grange Vieille

### Communes limitrophes
Saint-Georges-de-Reneins est limitrophe avec dix autres communes dont quatre dans l'Ain :
| Charentay                   | Belleville-sur-Saône     | Montmerle-sur-Saône (Ain)             |
| Saint-Étienne-des-Oullières | Saint-Georges-de-Reneins | Lurcy (Ain)                           |
| Blacé Saint-Julien          | Arnas                    | Messimy-sur-Saône (Ain) Fareins (Ain) |

### Climat
Pour des articles plus généraux, voir Climat d'Auvergne-Rhône-Alpes et Climat du Rhône.
En 2010, le climat de la commune est de type climat océanique dégradé des plaines du Centre et du Nord, selon une étude du Centre national de la recherche scientifique s'appuyant sur une série de données couvrant la période 1971-2000. En 2020, Météo-France publie une typologie des climats de la France métropolitaine dans laquelle la commune est exposée à un climat de montagne ou de marges de montagne et est dans une zone de transition entre les régions climatiques « Bourgogne, vallée de la Saône » et « Nord-est du Massif Central ».
Pour la période 1971-2000, la température annuelle moyenne est de 12,2 °C, avec une amplitude thermique annuelle de 18,3 °C. Le cumul annuel moyen de précipitations est de 749 mm, avec 9,5 jours de précipitations en janvier et 6,7 jours en juillet. Pour la période 1991-2020, la température moyenne annuelle observée sur la station météorologique installée sur la commune est de 12,2 °C et le cumul annuel moyen de précipitations est de 723,2 mm,. Pour l'avenir, les paramètres climatiques de la commune estimés pour 2050 selon différents scénarios d'émission de gaz à effet de serre sont consultables sur un site dédié publié par Météo-France en novembre 2022.
| Mois                                  | jan.          | fév.           | mars           | avril         | mai           | juin          | jui.          | août          | sep.          | oct.          | nov.          | déc.           | année      |
| ------------------------------------- | ------------- | -------------- | -------------- | ------------- | ------------- | ------------- | ------------- | ------------- | ------------- | ------------- | ------------- | -------------- | ---------- |
| Température minimale moyenne (°C)     | 0,2           | −0,1           | 2,4            | 5,6           | 9,4           | 13,5          | 14,8          | 14            | 10,6          | 7,6           | 4             | 1              | 6,9        |
| Température moyenne (°C)              | 3,5           | 4,3            | 7,9            | 11,8          | 15,4          | 19,8          | 21,4          | 20,7          | 17            | 12,7          | 7,8           | 4,2            | 12,2       |
| Température maximale moyenne (°C)     | 6,8           | 8,6            | 13,5           | 17,9          | 21,4          | 26,1          | 27,9          | 27,3          | 23,3          | 17,8          | 11,6          | 7,4            | 17,5       |
| Record de froid (°C) date du record   | −14 13.01.03  | −14,1 05.02.12 | −11,8 01.03.05 | −6,3 08.04.21 | −0,6 17.05.12 | 4,3 08.06.19  | 6,9 05.07.02  | 5,6 26.08.18  | 1,4 29.09.02  | −5,4 26.10.03 | −6,8 28.11.13 | −12,6 30.12.05 | −14,1 2012 |
| Record de chaleur (°C) date du record | 18,5 10.01.15 | 21,9 25.02.21  | 25,5 31.03.21  | 28,4 25.04.07 | 33,8 25.05.09 | 37,7 22.06.03 | 39,7 25.07.19 | 40,6 24.08.23 | 34,6 10.09.23 | 30,9 02.10.23 | 22,8 03.11.05 | 19,4 31.12.22  | 40,6 2023  |
| Précipitations (mm)                   | 46,4          | 36,9           | 40,1           | 58,1          | 64            | 68,3          | 70,5          | 72,5          | 46,3          | 82,3          | 85,5          | 52,3           | 723,2      |

## Urbanisme

### Typologie
Au 1er janvier 2024, Saint-Georges-de-Reneins est catégorisée bourg rural, selon la nouvelle grille communale de densité à sept niveaux définie par l'Insee en 2022.
Elle appartient à l'unité urbaine de Saint-Georges-de-Reneins, une unité urbaine monocommunale constituant une ville isolée,. Par ailleurs la commune fait partie de l'aire d'attraction de Saint-Georges-de-Reneins, dont elle est la commune-centre,. Cette aire, qui regroupe 1 communes, est catégorisée dans les aires de moins de 50 000 habitants,.

### Occupation des sols
L'occupation des sols de la commune, telle qu'elle ressort de la base de données européenne d’occupation biophysique des sols Corine Land Cover (CLC), est marquée par l'importance des territoires agricoles (79,9 % en 2018), en diminution par rapport à 1990 (81,7 %). La répartition détaillée en 2018 est la suivante : 
terres arables (42,7 %), prairies (26,3 %), zones urbanisées (9,9 %), cultures permanentes (8,1 %), milieux à végétation arbustive et/ou herbacée (3,7 %), eaux continentales (3,5 %), zones agricoles hétérogènes (2,8 %), zones industrielles ou commerciales et réseaux de communication (1,5 %), forêts (1,5 %). L'évolution de l’occupation des sols de la commune et de ses infrastructures peut être observée sur les différentes représentations cartographiques du territoire : la carte de Cassini (XVIIIe siècle), la carte d'état-major (1820-1866) et les cartes ou photos aériennes de l'IGN pour la période actuelle (1950 à aujourd'hui).

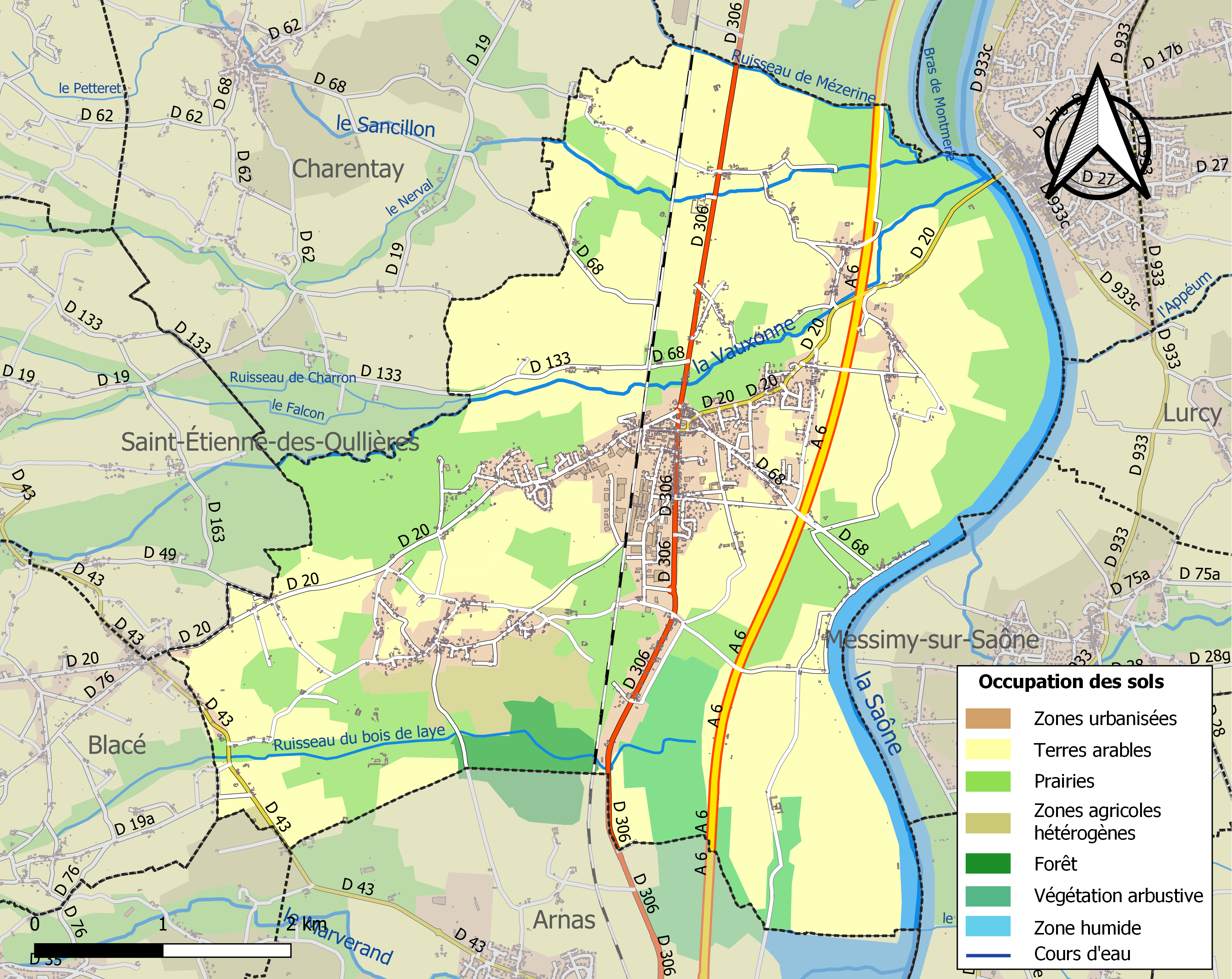
Carte des infrastructures et de l'occupation des sols de la commune en 2018 (CLC).

## Histoire

### Préhistoire
Paléolithique moyen
Le gué de Grelonges est un site archéologique du Paléolithique moyen (Grelonges est en face de la Grange du Diable et en rive gauche (côté Est) de la Saône, sur la commune de Fareins). C'est aussi un important passage sur la Saône.
Tardenoisien
Station tardenoisienne au lieu-dit Boitray.

### Antiquité
Le site du Patural est découvert à l'occasion de l'installation du chemin de fer de Paris à Lyon en 1853. Batigne Vallet & Delage (2016) précisent qu'il se trouve sur une butte, qui ne peut être que celle se trouvant entre Pâtural et la Grange Bottu, 300 m à l'ouest de la D306 : elle est, comme ces auteurs l'indiquent, bordée au sud par un chemin : celui de Ludna au Gaget, dont ils font remonter l'existence à l'Antiquité. Les environs ont révélé différents mobiliers de la seconde moitié du IIe siècle av. J.-C..
La route Marseille-Vienne-Bibracte passe au gué de Grelonges.

### Époque gallo-romaine
Sous le nom Lunna, le site de Ludna est indiqué sur la carte de Peutinger et cité dans l'itinéraire d'Antonin ; il fait partie du territoire des Ségusiaves.
Le site archéologique des Tournelles (jouxtant Pâtural, à 300 m au nord du Ludna actuel) a une surface de 1 500 × 200 m et avant le début de la deuxième guerre mondiale il a déjà fourni de nombreux vestiges. Sont cités entre autres : une voie « bétonnée » orientée sud-est / nord-ouest menant probablement à Bibracte ; une enceinte rectangulaire de 10 m de long entourant quatre massifs de pierre à base circulaire et creuse ; une colonne en pierre ; des fragments de stuc peint ; une sépulture construite en tuiles ; divers objets en bronze, dont un lièvre qui devait faire partie d'une fibule ; une intaille représentant un chien ; une cinquantaine de monnaies,. 

Des fouilles de  2003 à 2007 ont approfondi la connaissance du site. En sus de ce qui précède, sont également mentionnés différents mobiliers de la seconde moitié du IIe siècle av. J.-C. Séparément, apparaissent des constructions et du mobilier de l'époque gallo-romaine occupés à partir de la période augustéenne : entrepôts, aire de service sur le mode d’une terrasse, greniers aériens en liaison étroite avec la voie, petit sanctuaire, secteur thermal, le tout fréquenté probablement jusqu'à la fin du IIe siècle.
La première moitié du XXe siècle avait déjà pris connaissance d'un four de potier, de fragments de meules, deux statuettes creuses en plâtre et un abondant mobilier céramique. En 1939 Wuilleumier cite un demi-corps de bélier, des tuiles et des briques, des "poids" en forme de pyramide, des lampes ornées d'un Eros ou de cornes d'abondance, et des vases de toutes formes unis ou en sigillée. Le remplissage d'une fosse (fosse no 657) le long de la voie a livré plus récemment une grande quantité de mobilier céramique, mais peu diversifié ; il proviendrait non pas d'habitations mais plutôt d'un lieu de commerce détruit par le feu, avec une grande quantité de rebuts subséquemment dispersés dans plusieurs fosses.

### Moyen Âge
En 843 le traité de Verdun, qui partage l’empire de Charlemagne, établit la Saône comme frontière entre la Francie occidentale de Charles le Chauve en rive droite, et la Lotharingie en rive gauche.
Passage d'Edouard Ier, roi d'Angleterre, le 18 février 1273.
Face à la Grange du Diable se trouvait une île, avec au XIIe siècle un monastère de moniales jusqu'à la fin du XIIIe siècle. Selon Eugène Méhu (1910), le nom de Grelonges viendrait de grae longe, la « grève longue » : un long banc de sable ou de galets, mais peut-être aussi l'indication d'une notion de distance par rapport au centre du pouvoir local, à l'époque Beaujeu.

### Époque moderne
Dans les documents de l'ère moderne, le bourg est souvent orthographié Rognin ou Rognain.
Au cours de la Révolution française, la commune porte provisoirement le nom de Reneins-les-Sables.

### Époque contemporaine
Le 18 mars 1814 la commune voit une des dernières batailles des guerres napoléoniennes, entre l’armée commandée par le maréchal Augereau et l’armée d’invasion autrichienne. À la suite de la chute du Premier Empire, l'empire autrichien occupe la région de 1815 à 1818.

## Politique et administration

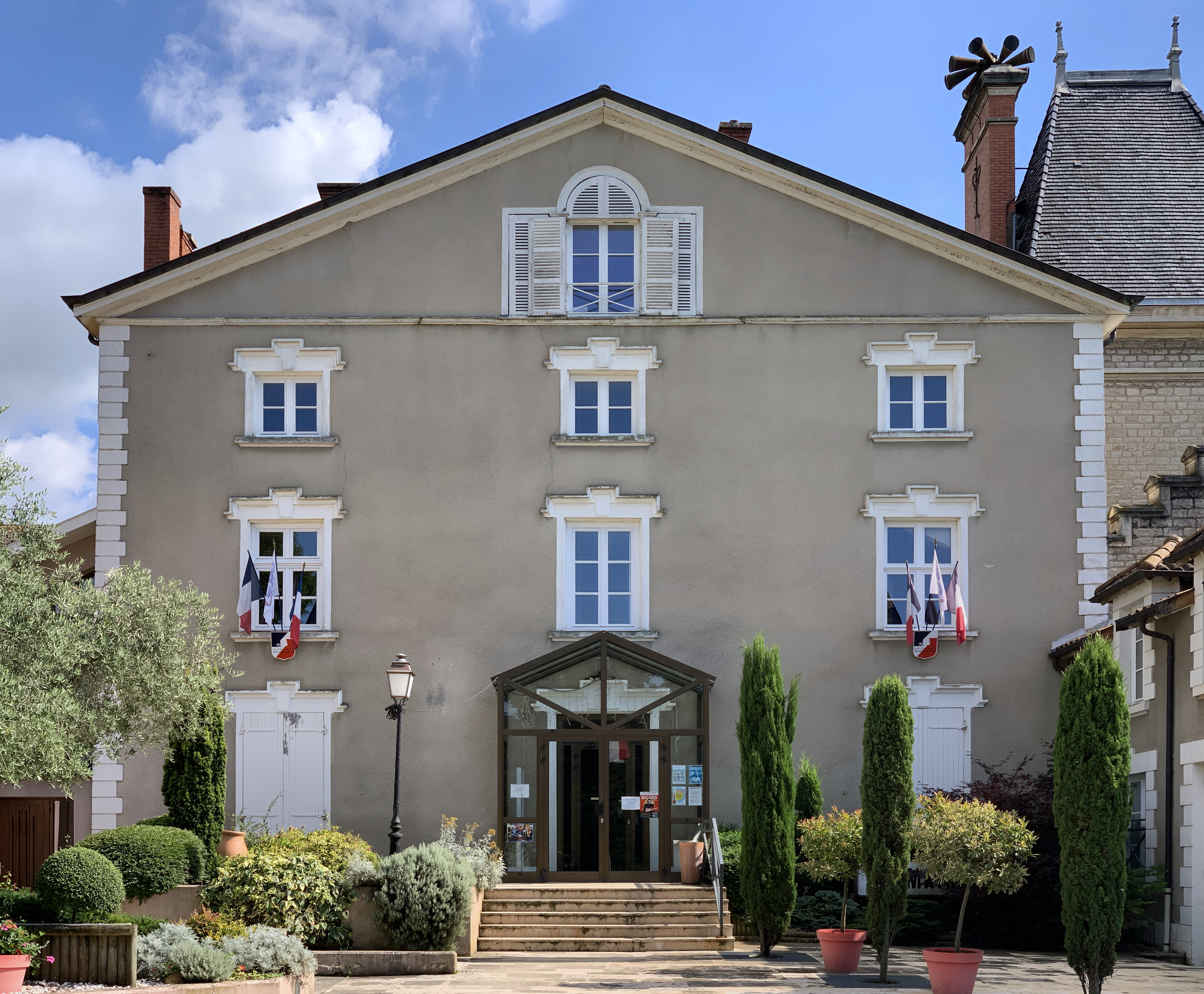
La mairie (château de Montchervet).

### Liste des maires
| Période       | Période                  | Identité              | Étiquette    | Qualité                                                                         |
| ------------- | ------------------------ | --------------------- | ------------ | ------------------------------------------------------------------------------- |
| 1929          | mars 1959                | Léon Foillard         |              | Négociant en vins                                                               |
| mars 1959     | mars 1971                | Marc Geoffray         |              |                                                                                 |
| mars 1971     | mars 1989                | Paul Perdrix          |              | Médecin                                                                         |
| mars 1989     | mars 2008                | Jean-Louis Bellaton   | RPR puis UMP | Médecin                                                                         |
| mars 2008     | mars 2014                | Patrick Baghdassarian | DVD          | Ingénieur                                                                       |
| mars 2014     | octobre 2017 (démission) | Sylvie Épinat         | LR           | Cadre du secteur privé Conseillère départementale du canton de Gleizé (2015 → ) |
| décembre 2017 | En cours                 | Patrick Baghdassarian | DVD          | Ingénieur                                                                       |

### Intercommunalité
La commune a été intégrée à la communauté d'agglomération Villefranche Beaujolais Saône, créée en 2014. Insatisfaite de cette situation, elle a obtenu d’intégrer la communauté de communes Saône Beaujolais.

## Population et société

### Démographie
L'évolution du nombre d'habitants est connue à travers les recensements de la population effectués dans la commune depuis 1793. Pour les communes de moins de 10 000 habitants, une enquête de recensement portant sur toute la population est réalisée tous les cinq ans, les populations de référence des années intermédiaires étant quant à elles estimées par interpolation ou extrapolation. Pour la commune, le premier recensement exhaustif entrant dans le cadre du nouveau dispositif a été réalisé en 2004.

En 2022, la commune comptait 4 533 habitants, en évolution de +3,9 % par rapport à 2016 (Rhône : +3,93 %, France hors Mayotte : +2,11 %).
| 1793  | 1800  | 1806  | 1821  | 1831  | 1836  | 1841  | 1846  | 1851  |
| ----- | ----- | ----- | ----- | ----- | ----- | ----- | ----- | ----- |
| 1 407 | 1 625 | 2 000 | 2 115 | 2 555 | 2 676 | 2 709 | 2 742 | 3 029 |

| 1856  | 1861  | 1866  | 1872  | 1876  | 1881  | 1886  | 1891  | 1896  |
| ----- | ----- | ----- | ----- | ----- | ----- | ----- | ----- | ----- |
| 2 920 | 3 032 | 3 190 | 3 109 | 2 986 | 2 966 | 2 701 | 2 598 | 2 620 |

| 1901  | 1906  | 1911  | 1921  | 1926  | 1931  | 1936  | 1946  | 1954  |
| ----- | ----- | ----- | ----- | ----- | ----- | ----- | ----- | ----- |
| 2 632 | 2 511 | 2 528 | 2 196 | 2 213 | 2 136 | 2 090 | 2 068 | 2 207 |

| 1962  | 1968  | 1975  | 1982  | 1990  | 1999  | 2004  | 2006  | 2009  |
| ----- | ----- | ----- | ----- | ----- | ----- | ----- | ----- | ----- |
| 2 359 | 2 709 | 2 982 | 3 189 | 3 509 | 3 832 | 3 967 | 4 104 | 4 196 |

| 2014  | 2019  | 2022  | - | - | - | - | - | - |
| ----- | ----- | ----- | - | - | - | - | - | - |
| 4 347 | 4 409 | 4 533 | - | - | - | - | - | - |

## Culture locale et patrimoine

### Lieux et monuments
- Église : à la fin du Xe siècle, elle appartenait à l'abbaye de Cluny. Chœur et clocher du XIIe siècle, nef datant de 1852.
- Stade de moto-ball de Saint-Georges de Reneins.
- Site gallo-romain de Ludna.
- Le parc du château de Laye, classé « Jardin remarquable » de France.

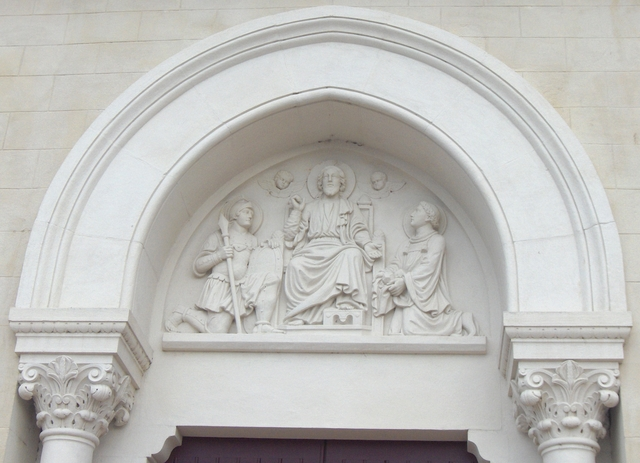
Le dessus de la porte de l'église, tympan sculpté.
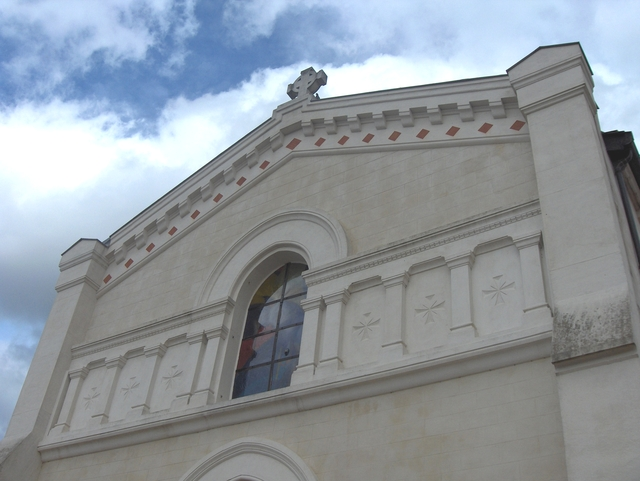
Le haut de la façade de l'église.

### Personnalités liées à la commune
- Louis-Alexandre-Élysée de Monspey (1733-1822), officier des armées du roi et député de la noblesse de la sénéchaussée de Villefranche aux Etats généraux de 1789, maire de Saint-Georges de Reneins de 1808 à 1822.
- Lucien Colonge (1869-1914), parolier de chansons, y est né.
- Alix de Monspey née de Sinéty (1848-1935), poète et femme de lettre décédée au château de Montchervet, Saint-Georges de Reneins[37].

### Saint-Georges-de-Reneins dans la littérature et le cinéma
La commune a servi de lieu d’intrigue à une série de films et de romans mettant en scène deux enfants reneimois :
- Les Fabuleuses Aventures de Jean et Henri de Grégory Soodts (les films à partir de 2021 et les romans à partir de 2023)